# LG EI
LG EI는 1959년부터 2003년까지 존재했던 대한민국의 지주회사이다.

## 역사
1958년 금성사(金星社, Goldstar)란 이름으로 설립, 이듬해 1959년 대한민국 최초로 진공관 라디오를 생산하며 대한민국 전자 산업의 장을 열었다. 이어 1960년, 1965년, 1966년, 1968년에 각각 선풍기, 냉장고, 흑백 텔레비전, 에어컨을 대한민국 최초로 생산했으며, 1970년에 주식을 상장했다. 1977년 매출 1천억 원을 달성하고, 이듬해에 수출 1억불을 돌파하였으며, 1984년에는 매출이 1조원을 돌파하였다. 1995년 금성사에서 LG전자로 상호를 변경했다. 2002년 LG전자에서 LG EI로 상호로 변경했다. 2003년 LG CI와 흡수합병되어 폐업하였다.